# Ернст фон дер Говен
Е́рнст фон дер Го́вен (нім. Ernst von der Howen; 14 серпня 1737 — 17 лютого 1798) — курляндський державний діяч, барон, правник. Представник шляхетного німецького роду Говенів. Син курляндського ландгофмейстра Отто-Крістофера фон дер Говена і Єлизавети-Доротеї фон Мірбах. Одружувався двічі (1759, 1769). Працював суддею в Зельбурзі. Брат Отто-Германа фон дер Говен, організатора російської анексії Курляндії. Батько Магнуса-Карла-Ернста, канцлера Вищого курлянлського суду.